# Terheeg
Terheeg ist ein kleiner, ländlicher Ortsteil der Stadt Erkelenz im Kreis Heinsberg in Nordrhein-Westfalen.

## Geographie
Terheeg liegt in der fruchtbaren Erkelenzer Börde 90 m über NN.

### Lage
Das Dorf liegt direkt an der Autobahn A 46 und der Anschlussstelle Erkelenz-Ost. Jenseits der Autobahn beginnt Erkelenz, beide befinden sich im Westen von Terheeg. Im Norden liegen Neuhaus und Mennekrath, im Nordosten Etgenbusch und Venrath, im Osten Kaulhausen, im Süden Wockerath. Nördlich des Dorfes führt eine Umgehungsstraße von Erkelenz nach Kaulhausen, sie verbindet die Innenstadt mit den östlich gelegenen Dörfern.

### Geologie
Im Untergrund liegen tertiäre Braunkohleflöze. Deshalb sollte ursprünglich auch Terheeg dem Tagebau Garzweiler II weichen und umgesiedelt werden.

### Siedlungsform
Terheeg ist ein einzeiliges Straßendorf. Eine Ausweisung von Baugebieten erfolgte bisher nicht.

## Geschichte
Die Ortschaft ist in der Ausbauperiode des 12. und 13. Jahrhunderts gegründet worden.
Erstmals wurde das Dorf der Heghe im Jahre 1441 urkundlich erwähnt.
Terheeg lag seit seiner Gründung in der geldrischen „Herrlichkeit Erkelenz“. Es gehörte also schon immer zur Stadt Erkelenz.
Das Marienstift Aachen – der mittelalterliche Grundherr von Erkelenz – besaß Bauernhöfe, sogenannte Manngüter im Dorf.
An die benachbarte mittelalterliche Wüstung Grubusch erinnert die Straße Am Grubusch.
Am 26. Februar 1945 wurde Terheeg von amerikanischen Soldaten der 102. Infanteriedivision der 9. US-Armee im Zuge der Operation Grenade eingenommen.

### Ortsnamen
Der Ortsnamen setzt sich aus zwei Wörtern zusammen. Ter ist entweder eine Präposition und bedeutet zum, im oder ist ein Artikel (der). Heeg bedeutet Strauchwerk, Gestrüpp oder Einfriedung.

### Religion

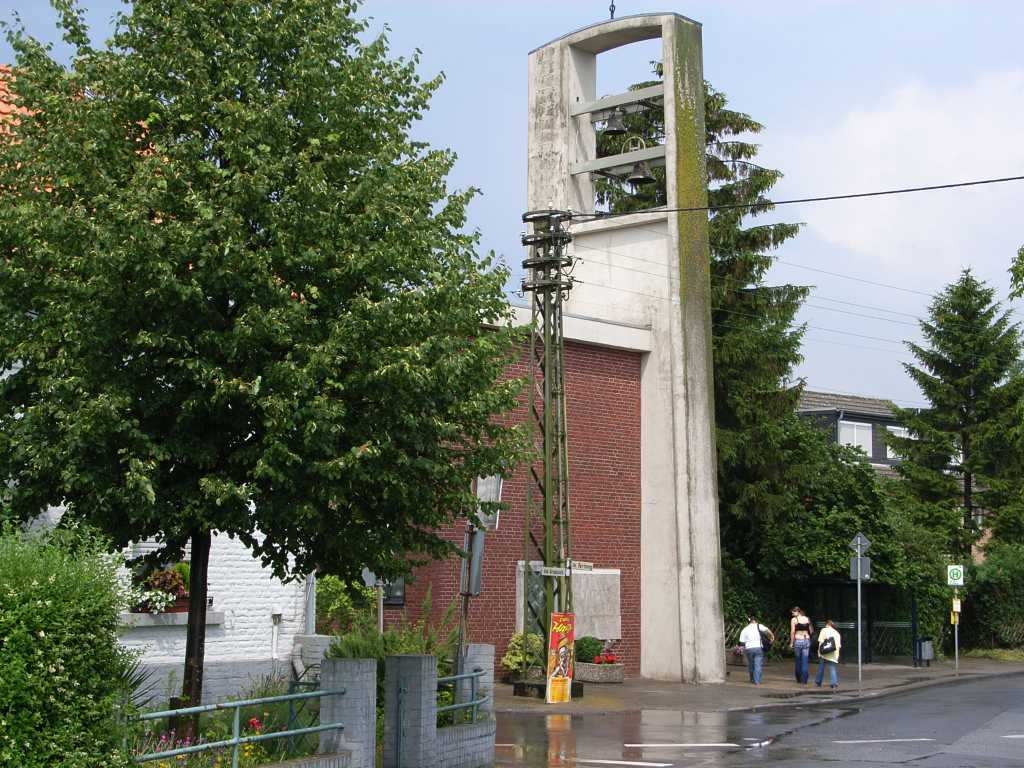
Glockenturm der Kapelle

Die Bevölkerung ist mehrheitlich katholisch. Die Kapellengemeinde Terheeg umfasst auch die Ortschaften Mennekrath, Neuhaus und Wockerath. Sie ist seit 2015 Teil der Pfarrei Christkönig Erkelenz, früher gehörte sie zu St. Lambertus in Erkelenz.
1676 wurde an Stelle einer kleinen Votivkapelle eine neue Kapelle erbaut. 1751 wurde sie der Heiligen Lucia geweiht.
Als 1802 unter französischer Herrschaft die Klöster aufgelöst wurden, erhielt die Kapelle Inventar von zwei Kirchen. Aus der Gasthauskirche in Erkelenz einen Barockaltar und eine Kanzel, vom Kloster Hohenbusch farbige Glasfenster. Die Terheeger Kanzel steht heute in der Pfarrkirche St. Lambertus.
Im Zweiten Weltkrieg wurde am 14. Februar 1945 die Kapelle durch eine Fliegerbombe zerstört. Eine Notkapelle diente von 1946 bis 1956 als Ersatz. Am 12. November 1956 wurde mit dem Bau einer neuen Kapelle begonnen. Diese wurde am 23. Juni 1957 eingeweiht.

## Sehenswürdigkeiten
- St. Lucia Kapelle. Das Gebäude mit seinem eigentümlich gewölbten Dach wurde von dem Aachener Architekturbüro Friedrich Wilhelm Bertram und Elmar Lang entworfen. Der Altar, Ambo und Stele für den Tabernakel wurden 1970 von dem Erkelenzer Künstler Peter Haak geschaffen.
- Das Relief des St. Michael als Drachentöter befindet sich am Ehrenmal für die Gefallenen der beiden Weltkriege an der Außenmauer der Kapelle.

## Infrastruktur und Verkehr
Ein Ausbildungszentrum der Kreishandwerkerschaft Heinsberg befindet sich im Gebäude der ehemaligen Volksschule.
Die AVV-Buslinien EK1 und EK3 der WestVerkehr verbinden Terheeg wochentags mit Erkelenz, Keyenberg und Holzweiler.
Zudem verkehrt der Multi-Bus seit dem 9. Juni 2024 kreisweit erweitert und zu einheitlichen Bedienzeiten. Mehr Informationen gibt es bei WestVerkehr.
| Linie | Verlauf |
| ----- | --- |
| EK1   | (Erkelenz ZOB →) Erkelenz Bf → Wockerath → Terheeg → Venrath → Kuckum → (Berverath →) Unterwestrich → Abzw. Oberwestrich → Keyenberg → Holzweiler → Kückhoven → Immerath (neu) → Bellinghoven → Erkelenz Bf (→ Erkelenz ZOB) |
| EK3   | (Erkelenz ZOB →) Erkelenz Bf → Bellinghoven → Immerath (neu) → Kückhoven → Holzweiler → Kückhoven → Immerath (neu) → Bellinghoven → Erkelenz Bf (→ Erkelenz ZOB)                                                             |

## Persönlichkeiten
- Joseph Emonds (* 15. November 1898 in Terheeg; † 7. Februar 1975 in Kirchheim) war ein katholischer Priester.[2] Er wirkte von 1928 bis 1938 in Essen-Steele und von 1938 bis zu seinem Tod in Kirchheim bei Euskirchen. In der Zeit des Nationalsozialismus half er politisch Verfolgten und Juden. 2013 verlieh ihm die Gedenkstätte Yad Vashem posthum den Ehrentitel Gerechter unter den Völkern. In Erkelenz erhielt 2014 eine Straße am Schulring den Namen Joseph-Emonds-Hof.
- Hubert Fell (* 16. Dezember 1899 in Terheeg; † 8. November 1964 in Immerath), von Beruf Landwirt, war Mitbegründer der CDU im Landkreis Erkelenz.[3] 1946 wurde er von der britischen Militärregierung in den Landtag von Nordrhein-Westfalen ernannt. Es handelte sich um den Vorgänger des ersten gewählten Landtags. Hubert Fell war während mehrerer Legislaturperioden Mitglied des Kreistages. Er betätigte sich in verschiedenen landwirtschaftlichen Berufsorganisationen und Genossenschaften.